# Peninsula Lisan

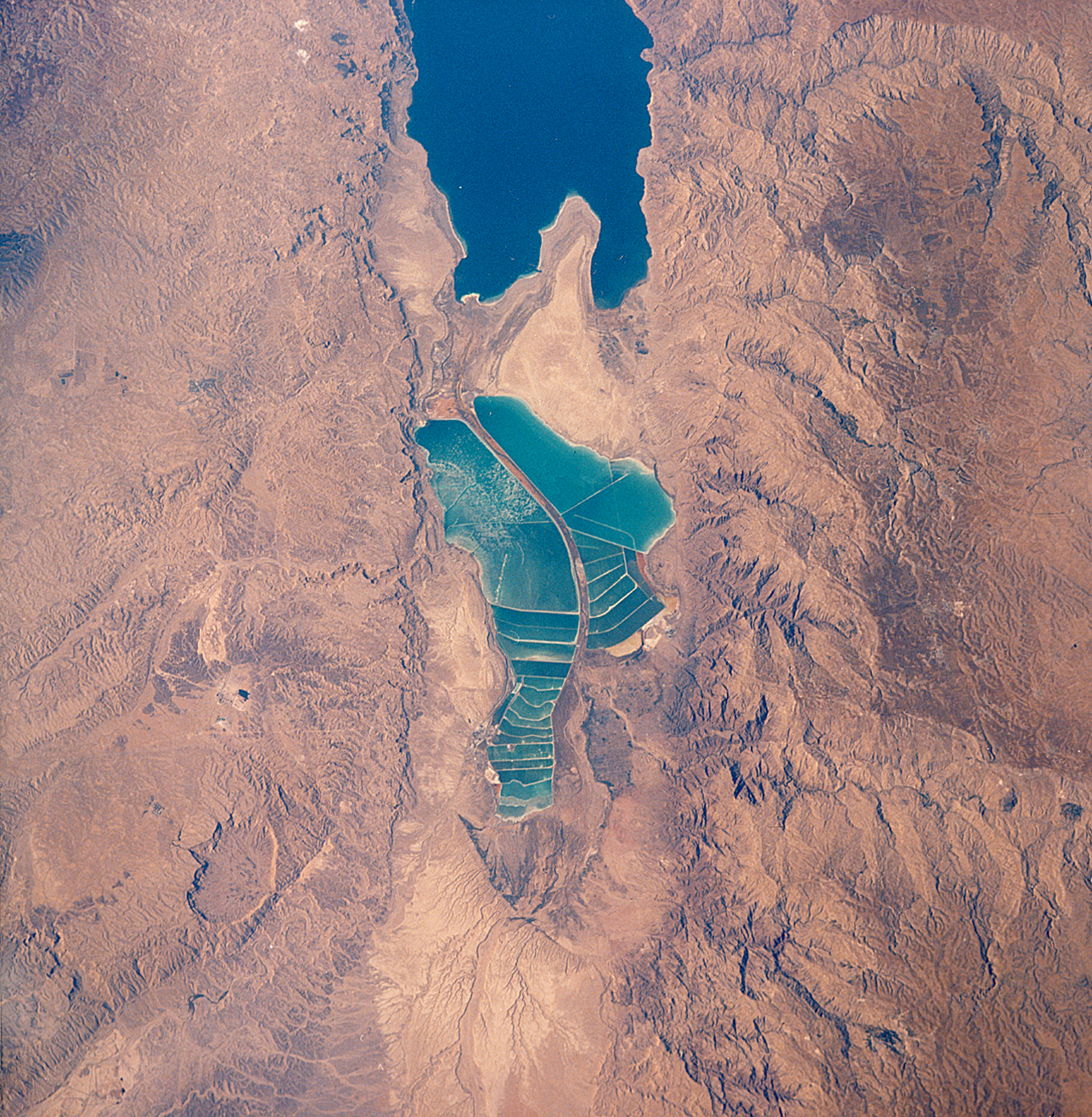
Peninsula Lisan

Lisan este o peninsulă care separă bazinul de sud al Mării Moarte de cel de nord. El Lisan este cel mai jos teren de aterizare, situat în Iordania.

## Geografia
În Peninsula Lisan este situat punctul El Lisan din estul Mării Moarte și se află la 360 metri sub nivelul oceanului planetar.